# Рутс
Рутс (на английски: The Roots) е музикална група, сформирана във Филаделфия, САЩ около 1987 г. Музиката им се класифицира като хип-хоп и неосоул, като съдържа значителни джазови елементи. Носители са на една награда „Грами“, като имат още три номинации за същата. Дебютират през 1993 г. и оттогава са сътрудничили с редица изпълнители от различни жанрове, например Рой Ейърс и Коуди Чеснът. Основни (постоянни) членове на групата са Блек Тоут и Куестлъв.
Първоначалният състав на групата е факт, когато рапърът Блек Тоут и барабанистът Куестлъв стават приятели в гимназията във Филаделфия през 1987 г. Започват да свирят наживо във Филаделфия и Ню Йорк с басистът Леон Хъбард и рапърът Малик Би. През 1993 The Roots записват първия си албум, който да представят на европейските си концерти – Organix.
Вторият албум на The Roots – Do You Want More?!!!??!, издаден през 1995 г., е игнориран от хип-хоп феновете. Става по-популярен сред феновете на алтернативната музиката, вероятно заради участието на групата на фестивала Lollapalooza.
Издаденият през 1996 г. албум Illadelph Halflife е първият албум на групата, успял да влезе в топ 40 на класацията Billboard 200. За това донякъде спомага и излъчването на клипа към песента "What they do?"(пародия на клишираните рап клипове) и този на "Clones", който е и първият сингъл, достигнал топ 5 в рап класациите.
1. ↑  www.rhapsody.com
2. ↑  www.artistdirect.com
3. ↑  www.artistdirect.com
4. ↑  rateyourmusic.com
5. ↑  www.albumoftheyear.org
6. ↑  www.albumoftheyear.org
7. ↑  www.albumoftheyear.org
8. ↑  www.albumoftheyear.org
9. ↑  www.albumoftheyear.org
10. ↑  hiphopwired.com
11. ↑  www.bet.com
12. ↑  www.cdbaby.com
13. ↑  24403
14. ↑  www.jukely.com
15. ↑  www.contactmusic.com
16. ↑  www.contactmusic.com